# Suicide (album)
Az 1977-es Suicide a Suicide első nagylemeze. Gyakran az első szintipop albumként emlegetik, annak ellenére, hogy sokkal indusztriálisabb jellegű. 2003-ban 446. lett a Rolling Stone magazin Minden idők 500 legjobb albuma listáján. Szerepel továbbá az 1001 lemez, amit hallanod kell, mielőtt meghalsz című könyvben.

## Az album dalai
|    | Cím              | Szerző(k)             | Hossz |
| -- | ---------------- | --------------------- | ----- |
| 1. | Ghost Rider      | Martin Rev, Alan Vega | 2:33  |
| 2. | Rocket U.S.A.    | Rev, Vega             | 4:17  |
| 3. | Cheree           | Rev, Vega             | 3:41  |
| 4. | Johnny           | Rev, Vega             | 2:10  |
| 5. | Girl             | Rev, Vega             | 4:06  |
| 6. | Frankie Teardrop | Rev, Vega             | 10:25 |
| 7. | Che              | Rev, Vega             | 4:51  |

## Közreműködők
- Alan Vega – ének
- Martin Rev – billentyűk, dobgép

## Fordítás
Ez a szócikk részben vagy egészben a Suicide (album) című angol Wikipédia-szócikk ezen változatának fordításán alapul.  Az eredeti cikk szerkesztőit annak laptörténete sorolja fel. Ez a jelzés csupán a megfogalmazás eredetét és a szerzői jogokat jelzi, nem szolgál a cikkben szereplő információk forrásmegjelöléseként.